# Nicolò Melli
Nicolò Melli (Reggio Emilia, 26 gennaio 1991) è un cestista italiano con cittadinanza statunitense che gioca nel Fenerbahce e nella nazionale italiana di cui è capitano.

## Biografia
È figlio della pallavolista argento olimpico statunitense 1984 Julie Vollertsen, da cui ha ereditato la propria seconda cittadinanza.

## Caratteristiche tecniche
Di ruolo ala grande, oppure può essere impiegato come centro, si dimostra un buon tiratore da tre punti.

## Carriera

### Club

#### Pallacanestro Reggiana (2007-2010)
Nei campionati giovanili si mette in evidenza durante la sua permanenza nella Pallacanestro Reggiana. In campo è utilizzato col ruolo di ala grande.

#### Milano (2010-2015)

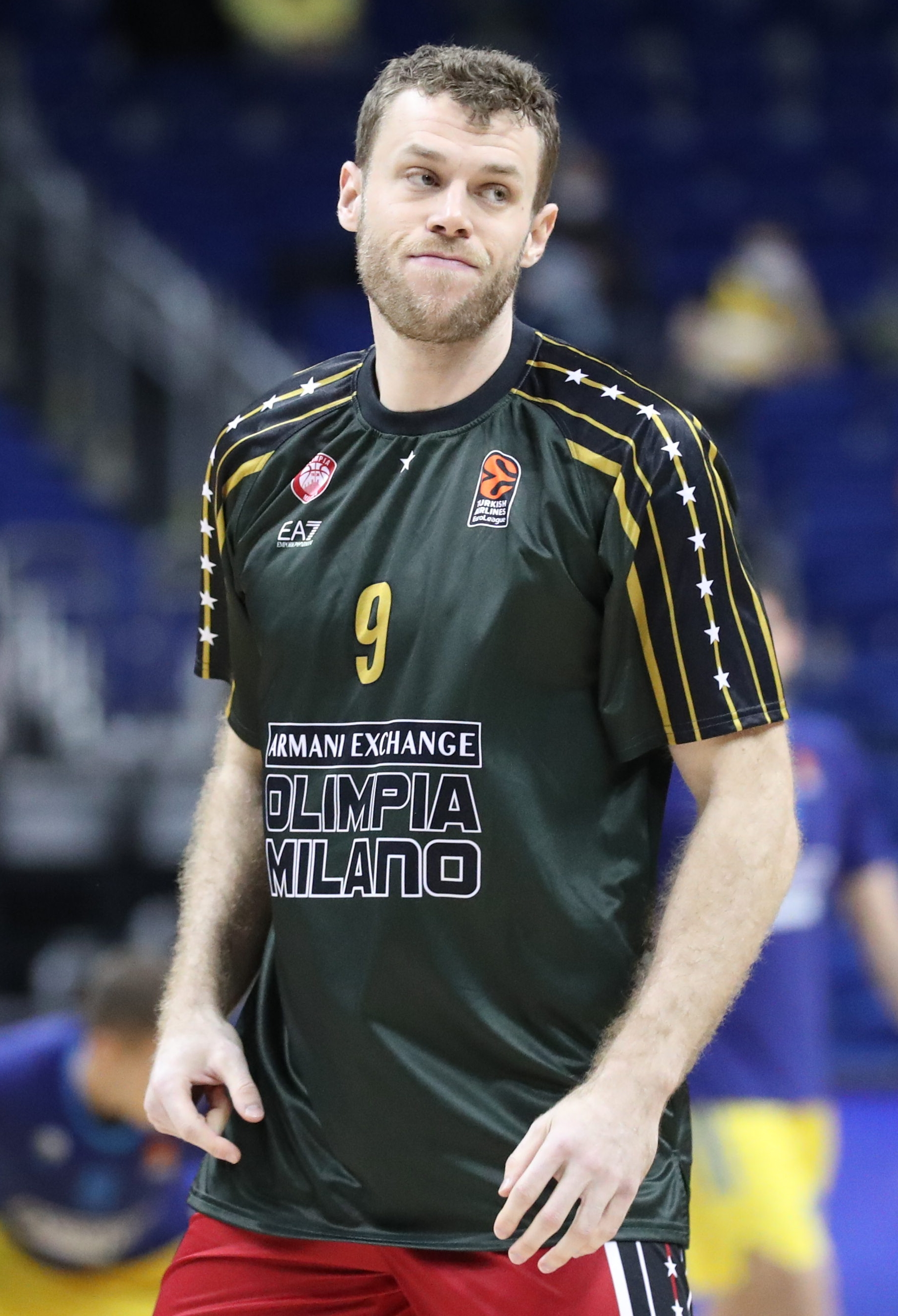
Melli con la maglia dell'Olimpia Milano nel 2021

Nell'estate del 2010 firma un contratto con l'Olimpia Milano, con cui debutta ufficialmente in campionato al Mediolanum Forum il 24 ottobre dello stesso anno contro Benetton Treviso, terminata 80-65 per Milano. Nel febbraio del 2011 va in prestito alla Scavolini Pesaro fino al termine del campionato. Nel luglio 2014 Olimpia Milano comunica che il giocatore ha rinnovato il contratto in scadenza fino al 30 giugno 2015.

#### Bamberg (2015-2017)
Nel luglio 2015, svincolatosi dall'Olimpia Milano, decide di accettare la proposta del Brose Bamberg, squadra campione di Germania, firmando un contratto di due anni. Le motivazioni di questo trasferimento vanno ricercate sia nel ruolo di maggiore importanza che gli aveva offerto la compagine tedesca, sia nella presenza di due figure italiane di grande rilievo nello staff della squadra, ovvero l'allenatore Andrea Trinchieri e il GM Daniele Baiesi, che avrebbero facilitato l'inserimento del giocatore. Le cose cominciarono ad andare subito per il verso giusto con la nuova squadra: a settembre vince la Supercoppa di Germania grazie anche ad una prestazione da 17 punti, 9 rimbalzi e 5 assist mentre a novembre vince il premio di MVP del mese della Eurolega, dopo aver già vinto il titolo di MVP del 5º round.
Nonostante questo importante riconoscimento, il cammino di Bamberg si fermerà alle Top-16 di Eurolega, a causa del 6º posto nel proprio gruppo nella seconda fase a gironi. In ambito nazionale invece Bamberg, dopo aver finito la stagione regolare da prima in classifica, vince i playoff e diventa campione di Germania. Grazie alle sue prestazioni in campionato viene nominato nell'All-BBL First Team.
Nella sua seconda stagione in Germania la squadra si ripresentava in Eurolega, nella quale Melli fu nominato sia MVP dell'11º round, dopo aver segnato 27 punti e raccolto 14 rimbalzi, nella vittoria 85-70 in trasferta sul Maccabi Tel Aviv, sia MVP del mese di dicembre. Già al termine della regular season la squadra dovette abbandonare la competizione in quanto si era classificata 13ª. Melli riuscirà a finire però primo in classifica per quanto riguarda i rimbalzi difensivi catturati in media per partita nella stagione regolare di Eurolega. In Germania invece le cose vanno decisamente meglio, infatti il 19 febbraio 2017 Melli si porta a casa il suo terzo titolo in maglia Bamberg, vincendo la finale di BBL-Pokal contro il Bayern Monaco per 74-71. La squadra completerà la doppietta nazionale vincendo, dopo aver concluso la stagione regolare da 2ª, il suo terzo campionato tedesco consecutivo, secondo per Melli, sconfiggendo in finale Oldenburg per 3-0. Al termine della stagione viene nuovamente nominato nell'All-BBL First Team ma soprattutto entra a far parte dell'All-EuroLeague Second Team.

#### Fenerbahce (2017-2019)
L'8 luglio 2017 firma con il Fenerbahçe, dove raggiunge Luigi Datome, rifiutando le offerte provenienti dall'NBA. Con il Fenerbahçe gioca due Final Four, chiudendo quella del 2018 come miglior realizzatore.

#### NBA (2019-2021)
Nel giugno 2019 firma un contratto biennale da 8 milioni di dollari complessivi con i New Orleans Pelicans. Al suo debutto con la franchigia (avvenuto il 23 ottobre) sigla 14 punti nella sconfitta per 130-122 all'overtime contro i Toronto Raptors; mai un giocatore italiano ha segnato più punti al suo esordio in NBA. Nella seconda stagione sulla panchina dei Pelicans arriva coach Van Gundy, che gli concede pochissimo spazio, portando Nicolò spesso a stare tutto il tempo di una partita in panchina. Il 25 marzo, durante la trade deadline, passa ai Dallas Mavericks.

#### Ritorno a Milano (2021-2024)
Il 9 luglio 2021 viene annunciato il suo ritorno all'Olimpia Milano, con cui sottoscrive un contratto triennale. Il 9 settembre successivo, viene nominato capitano della squadra. Durante la stagione di Eurolega, l'Olimpia, arrivata quarta in classifica generale anche a causa dell'esclusione delle squadre russe dalla competizione, disputa i playoffs, perdendo in 4 gare contro i turchi dell'Anadolu Efes, futuri vincitori della competizione. Nella stessa annata, Melli conquista il titolo nazionale vincendo in finale contro la Virtus Bologna, campione in carica. Con i meneghini vince altri due titoli nazionali consecutivi (2022-2023, 2023-2024) sempre contro i rivali felsinei, senza però mai riuscire a raggiungere di nuovo la post season di Eurolega.
Il 20 giugno 2024 la società annuncia il mancato rinnovo del giocatore. In seguito verrà reso noto da Melli stesso che la separazione gli venne comunicata in una brevissima conversazione telefonica avvenuta con Ettore Messina, all'epoca capo allenatore dell'Olimpia Milano. Venne reso noto inoltre che l'esclusione dal progetto del giocatore reggiano fu a causa della volontà della società di puntare sull'utilizzo del giocatore montenegrino Nikola Mirotić, acquistato durante la sessione estiva di mercato dell'anno precedente.

#### Ritorno al Fenerbahçe (2024–presente)
Il 25 Giugno 2024, viene annunciato il suo ritorno al Fenerbahçe Beko.
Il 25 Maggio 2025, Melli aiuta il Fenerbahçe a vincere la seconda Eurolega della storia del club turco e la sua prima personale di sempre . Nella semifinale contro i campioni uscenti del Panathinaikos risulta decisivo con 9 punti e 6 rimbalzi oltre che a importanti interventi difensivi, mentre in finale contro il Monaco realizza 5 punti e 3 rimbalzi. Chiude la stagione con il club di Istanbul vincendo il primo treble della storia dell'Eurolega moderna, conquistando, oltre la prima citata coppa, anche il Campionato e la Coppa nazionale.

### Nazionale
Nel luglio 2011 vince con l'Italia under 20 la medaglia d'argento dei campionati europei di categoria. Il 13 marzo esordisce con la Nazionale maggiore nell'All Star Game segnando 12 punti. Nel 2013 partecipa agli Europei in Slovenia. La squadra si qualifica all'ottavo posto dopo essere stata eliminata nei quarti di finale dalla Lituania. Nel 2015 partecipa agli Europei giocando a Berlino e Lilla. La squadra si qualifica al quinto posto dopo la sconfitta ai quarti di finale, da parte della Lituania.
Nel 2016 partecipa al torneo di qualificazione di Torino per le Olimpiadi di Rio de Janeiro ma il 9 luglio viene battuto in finale dalla Croazia. Nel 2017 disputa le qualificazioni e le fasi finali dei campionati europei arrivando fino ai quarti di finale dove la nazionale viene battuta il 13 settembre dalla Serbia.
Salta invece i Mondiali 2019 per via di un infortunio.
Partecipa al Torneo di qualificazione per le Olimpiadi di Tokyo, in Serbia. Il 1º luglio 2021 con l'Italia batte il Porto Rico e due giorni dopo la Rep. Dominicana. Il 4 luglio, nella finale del Preolimpico, con la Nazionale batte la Serbia e si qualifica per le Olimpiadi di Tokyo.
Nell'agosto del 2023, Melli viene incluso dal commissario tecnico Gianmarco Pozzecco nella rosa italiana partecipante ai Mondiale maschili di pallacanestro in Giappone, Filippine e Indonesia, in cui gli azzurri concludono all'ottavo posto in seguito alle gare di piazzamento.

## Statistiche

### Eurolega
| Anno       | Squadra        | PG  | PT  | MP   | TC%  | 3P%  | TL%  | RP  | AP  | PRP | SP  | PP   |
| ---------- | -------------- | --- | --- | ---- | ---- | ---- | ---- | --- | --- | --- | --- | ---- |
| 2010-2011  | Olimpia Milano | 10  | 0   | 11,0 | 37,5 | 30,0 | 66,7 | 2,4 | 0,2 | 0,3 | 0,4 | 3,3  |
| 2011-2012  | Olimpia Milano | 11  | 1   | 9,1  | 56,3 | 33,3 | 50,0 | 1,9 | 0,2 | 0,4 | 0,2 | 3,4  |
| 2012-2013  | Olimpia Milano | 10  | 0   | 15,2 | 36,4 | 25,0 | 66,7 | 3,0 | 1,0 | 0,2 | 0,1 | 4,6  |
| 2013-2014  | Olimpia Milano | 27  | 20  | 20,6 | 47,8 | 33,3 | 77,3 | 4,3 | 0,8 | 0,9 | 0,6 | 5,3  |
| 2014-2015  | Olimpia Milano | 24  | 17  | 20,4 | 40,0 | 33,3 | 70,0 | 3,5 | 0,8 | 1,0 | 0,6 | 5,3  |
| 2015-2016  | Bamberger      | 23  | 23  | 28,5 | 46,8 | 45,3 | 81,5 | 6,5 | 2,7 | 0,9 | 0,7 | 9,2  |
| 2016-2017  | Bamberger      | 30  | 30  | 28,8 | 50,2 | 43,4 | 74,0 | 7,4 | 2,3 | 0,7 | 0,7 | 11,5 |
| 2017-2018  | Fenerbahçe     | 36  | 16  | 26,0 | 50,2 | 43,0 | 80,5 | 5,0 | 1,7 | 0,9 | 0,3 | 8,9  |
| 2018-2019  | Fenerbahçe     | 36  | 34  | 25,3 | 43,5 | 38,5 | 81,6 | 4,1 | 1,6 | 0,9 | 0,6 | 7,3  |
| 2021-2022  | Olimpia Milano | 32  | 32  | 25,0 | 46,7 | 29,2 | 79,2 | 6,7 | 1,3 | 1,1 | 0,4 | 8,1  |
| 2022-2023  | Olimpia Milano | 32  | 31  | 25,3 | 49,7 | 36,2 | 66,0 | 5,3 | 1,3 | 1,0 | 0,3 | 7,9  |
| 2023-2024  | Olimpia Milano | 34  | 34  | 24,4 | 47,5 | 38,7 | 57,7 | 4,0 | 2,0 | 0,9 | 0,6 | 7,3  |
| 2024-2025† | Fenerbahçe     | 38  | 1   | 17,3 | 48,0 | 37,3 | 60,7 | 4,1 | 1,1 | 0,6 | 0,4 | 4,9  |
| Carriera   | Carriera       | 343 | 239 | 23,2 | 47,1 | 37,7 | 73,6 | 4,8 | 1,5 | 0,8 | 0,5 | 7,5  |

### NBA

#### Regular Season
| Anno      | Squadra          | PG  | PT | MP   | TC%  | 3P%  | TL%  | RP  | AP  | PRP | SP  | PP  |
| --------- | ---------------- | --- | -- | ---- | ---- | ---- | ---- | --- | --- | --- | --- | --- |
| 2019-2020 | N.O. Pelicans    | 60  | 8  | 17,4 | 42,1 | 33,5 | 74,0 | 3,0 | 1,4 | 0,6 | 0,4 | 6,6 |
| 2020-2021 | N.O. Pelicans    | 22  | 0  | 11,0 | 25,4 | 18,9 | 85,7 | 2,6 | 1,1 | 0,4 | 0,0 | 2,0 |
| 2020-2021 | Dallas Mavericks | 23  | 4  | 14,1 | 37,8 | 33,3 | 72,2 | 2,8 | 0,8 | 0,2 | 0,1 | 4,0 |
| Carriera  | Carriera         | 105 | 12 | 15,3 | 39,2 | 31,6 | 74,5 | 2,9 | 1,2 | 0,5 | 0,2 | 5,0 |

#### Play-off
| Anno     | Squadra          | PG | PT | MP  | TC% | 3P% | TL% | RP  | AP  | PRP | SP  | PP  |
| -------- | ---------------- | -- | -- | --- | --- | --- | --- | --- | --- | --- | --- | --- |
| 2021     | Dallas Mavericks | 3  | 0  | 6,3 | 0,0 | 0,0 | -   | 2,0 | 0,0 | 0,3 | 0,0 | 0,0 |
| Carriera | Carriera         | 3  | 0  | 6,3 | 0,0 | 0,0 | -   | 2,0 | 0,0 | 0,3 | 0,0 | 0,0 |

#### Massimi in carriera
- Massimo di punti: 20 (2 volte)[35]
- Massimo di rimbalzi: 9 vs Portland Trail Blazers (11 febbraio 2020)
- Massimo di assist: 6 vs Miami Heat (6 marzo 2020)
- Massimo di palle rubate: 3 (3 volte)
- Massimo di stoppate: 3 (2 volte)
- Massimo di minuti giocati: 37 vs Detroit Pistons (13 gennaio 2020)

### Cronologia presenze e punti in nazionale
| Cronologia completa delle presenze e dei punti in Nazionale - Italia | Cronologia completa delle presenze e dei punti in Nazionale - Italia | Cronologia completa delle presenze e dei punti in Nazionale - Italia | Cronologia completa delle presenze e dei punti in Nazionale - Italia | Cronologia completa delle presenze e dei punti in Nazionale - Italia | Cronologia completa delle presenze e dei punti in Nazionale - Italia | Cronologia completa delle presenze e dei punti in Nazionale - Italia | Cronologia completa delle presenze e dei punti in Nazionale - Italia |
| Data                                                                 | Città                                                                | In casa                                                              | Risultato                                                            | Ospiti                                                               | Competizione                                                         | Punti                                                                | Note                                                                 |
| -------------------------------------------------------------------- | -------------------------------------------------------------------- | -------------------------------------------------------------------- | -------------------------------------------------------------------- | -------------------------------------------------------------------- | -------------------------------------------------------------------- | -------------------------------------------------------------------- | -------------------------------------------------------------------- |
| 13/03/2011                                                           | Assago                                                               | Italia                                                               | 90 - 88                                                              | World Stars                                                          | All Star Game                                                        | 12                                                                   | [ 36 ]                                                               |
| 05/08/2011                                                           | Nicosia                                                              | Grecia                                                               | 76 - 70                                                              | Italia                                                               | Torneo amichevole                                                    | 2                                                                    | [ 37 ]                                                               |
| 06/08/2011                                                           | Nicosia                                                              | Russia                                                               | 67 - 71                                                              | Italia                                                               | Torneo amichevole                                                    | 0                                                                    | [ 38 ]                                                               |
| 07/08/2011                                                           | Nicosia                                                              | Polonia                                                              | 72 - 88                                                              | Italia                                                               | Torneo amichevole                                                    | 0                                                                    | [ 39 ]                                                               |
| 12/08/2011                                                           | Rimini                                                               | Italia                                                               | 57 - 58                                                              | Bosnia ed Erzegovina                                                 | Torneo amichevole                                                    | 0                                                                    | [ 40 ]                                                               |
| 13/08/2011                                                           | Rimini                                                               | Italia                                                               | 67 - 61                                                              | Polonia                                                              | Torneo amichevole                                                    | 0                                                                    | [ 41 ]                                                               |
| 14/08/2011                                                           | Rimini                                                               | Italia                                                               | 82 - 73                                                              | Grecia                                                               | Torneo amichevole                                                    | 0                                                                    | [ 42 ]                                                               |
| 16/02/2012                                                           | Biella                                                               | Italia                                                               | 107 - 92                                                             | World Stars                                                          | All Star Game                                                        | 18                                                                   | [ 43 ]                                                               |
| 11/03/2012                                                           | Pesaro                                                               | Italia                                                               | 91 - 85                                                              | World Stars                                                          | All Star Game                                                        | 10                                                                   | [ 44 ]                                                               |
| 07/08/2013                                                           | Trento                                                               | Italia                                                               | 85 - 69                                                              | Georgia                                                              | Torneo amichevole                                                    | 6                                                                    | [ 45 ]                                                               |
| 08/08/2013                                                           | Trento                                                               | Italia                                                               | 67 - 64                                                              | Israele                                                              | Torneo amichevole                                                    | 10                                                                   | [ 46 ]                                                               |
| 09/08/2013                                                           | Trento                                                               | Italia                                                               | 76 - 65                                                              | Polonia                                                              | Torneo amichevole                                                    | 9                                                                    | [ 47 ]                                                               |
| 17/08/2013                                                           | Anversa                                                              | Belgio                                                               | 76 - 57                                                              | Italia                                                               | Torneo amichevole                                                    | 1                                                                    | [ 48 ]                                                               |
| 18/08/2013                                                           | Anversa                                                              | Israele                                                              | 78 - 74                                                              | Italia                                                               | Torneo amichevole                                                    | 4                                                                    | [ 49 ]                                                               |
| 19/08/2013                                                           | Anversa                                                              | Italia                                                               | 79 - 82                                                              | Polonia                                                              | Torneo amichevole                                                    | 4                                                                    | [ 50 ]                                                               |
| 22/08/2013                                                           | Portorose                                                            | Italia                                                               | 89 - 73                                                              | Montenegro                                                           | Torneo amichevole                                                    | 12                                                                   | [ 51 ]                                                               |
| 24/08/2013                                                           | Capodistria                                                          | Slovenia                                                             | 92 - 84                                                              | Italia                                                               | Torneo amichevole                                                    | 2                                                                    | [ 52 ]                                                               |
| 27/08/2013                                                           | Atene                                                                | Italia                                                               | 63 - 79                                                              | Lituania                                                             | Torneo Acropolis 2013                                                | 2                                                                    | [ 53 ]                                                               |
| 28/08/2013                                                           | Atene                                                                | Italia                                                               | 73 - 62                                                              | Bosnia ed Erzegovina                                                 | Torneo Acropolis 2013                                                | 1                                                                    | [ 54 ]                                                               |
| 29/08/2013                                                           | Atene                                                                | Grecia                                                               | 79 - 65                                                              | Italia                                                               | Torneo Acropolis 2013                                                | 2                                                                    | [ 55 ]                                                               |
| 04/09/2013                                                           | Capodistria                                                          | Italia                                                               | 76 - 69                                                              | Russia                                                               | EuroBasket 2013 - 1ª fase a gironi                                   | 2                                                                    | [ 56 ]                                                               |
| 05/09/2013                                                           | Capodistria                                                          | Italia                                                               | 90 - 75                                                              | Turchia                                                              | EuroBasket 2013 - 1ª fase a gironi                                   | 14                                                                   | [ 57 ]                                                               |
| 07/09/2013                                                           | Capodistria                                                          | Italia                                                               | 62 - 44                                                              | Finlandia                                                            | EuroBasket 2013 - 1ª fase a gironi                                   | 6                                                                    | [ 58 ]                                                               |
| 08/09/2013                                                           | Capodistria                                                          | Italia                                                               | 81 - 72                                                              | Grecia                                                               | EuroBasket 2013 - 1ª fase a gironi                                   | 0                                                                    | [ 59 ]                                                               |
| 09/09/2013                                                           | Capodistria                                                          | Italia                                                               | 82 - 79                                                              | Svezia                                                               | EuroBasket 2013 - 1ª fase a gironi                                   | 11                                                                   | [ 60 ]                                                               |
| 12/09/2013                                                           | Lubiana                                                              | Slovenia                                                             | 84 - 77                                                              | Italia                                                               | EuroBasket 2013 - 2ª fase a gironi                                   | 0                                                                    | [ 61 ]                                                               |
| 14/09/2013                                                           | Lubiana                                                              | Italia                                                               | 68 - 76                                                              | Croazia                                                              | EuroBasket 2013 - 2ª fase a gironi                                   | 2                                                                    | [ 62 ]                                                               |
| 16/09/2013                                                           | Lubiana                                                              | Italia                                                               | 86 - 81                                                              | Spagna                                                               | EuroBasket 2013 - 2ª fase a gironi                                   | 2                                                                    | [ 63 ]                                                               |
| 19/09/2013                                                           | Lubiana                                                              | Italia                                                               | 77 - 81                                                              | Lituania                                                             | EuroBasket 2013 - Quarti                                             | 2                                                                    | [ 64 ]                                                               |
| 20/09/2013                                                           | Lubiana                                                              | Italia                                                               | 58 - 66                                                              | Ucraina                                                              | EuroBasket 2013 - Semifinale 5º-8º posto                             | 8                                                                    | [ 65 ]                                                               |
| 21/09/2013                                                           | Lubiana                                                              | Serbia                                                               | 76 - 64                                                              | Italia                                                               | EuroBasket 2013 - Finale 7º-8º posto                                 | 1                                                                    | [ 66 ]                                                               |
| 30/07/2015                                                           | Trento                                                               | Italia                                                               | 64 - 52                                                              | Paesi Bassi                                                          | Torneo amichevole                                                    | 8                                                                    | [ 67 ]                                                               |
| 01/08/2015                                                           | Trento                                                               | Italia                                                               | 68 - 69                                                              | Germania                                                             | Torneo amichevole                                                    | 0                                                                    | [ 68 ]                                                               |
| 14/08/2015                                                           | Tbilisi                                                              | Italia                                                               | 82 - 63                                                              | Lettonia                                                             | Torneo amichevole                                                    | 4                                                                    | [ 69 ]                                                               |
| 15/08/2015                                                           | Tbilisi                                                              | Italia                                                               | 85 - 61                                                              | Estonia                                                              | Torneo amichevole                                                    | 5                                                                    | [ 70 ]                                                               |
| 16/08/2015                                                           | Tbilisi                                                              | Georgia                                                              | 67 - 87                                                              | Italia                                                               | Torneo amichevole                                                    | 3                                                                    | [ 71 ]                                                               |
| 21/08/2015                                                           | Capodistria                                                          | Italia                                                               | 86 - 72                                                              | Finlandia                                                            | Torneo amichevole                                                    | 0                                                                    | [ 72 ]                                                               |
| 22/08/2015                                                           | Capodistria                                                          | Italia                                                               | 75 - 77                                                              | Ucraina                                                              | Torneo amichevole                                                    | 5                                                                    | [ 73 ]                                                               |
| 23/08/2015                                                           | Capodistria                                                          | Slovenia                                                             | 76 - 67                                                              | Italia                                                               | Torneo amichevole                                                    | 0                                                                    | [ 74 ]                                                               |
| 28/08/2015                                                           | Trieste                                                              | Italia                                                               | 91 - 90                                                              | Georgia                                                              | Torneo amichevole                                                    | 2                                                                    | [ 75 ]                                                               |
| 29/08/2015                                                           | Trieste                                                              | Italia                                                               | 90 - 69                                                              | Michigan State Spartans                                              | Torneo amichevole                                                    | 3                                                                    | [ 76 ]                                                               |
| 30/08/2015                                                           | Trieste                                                              | Italia                                                               | 68 - 63                                                              | Russia                                                               | Torneo amichevole                                                    | 2                                                                    | [ 77 ]                                                               |
| 05/09/2015                                                           | Berlino                                                              | Italia                                                               | 87 - 89                                                              | Turchia                                                              | EuroBasket 2015 - Fase a gironi                                      | 2                                                                    | [ 78 ]                                                               |
| 06/09/2015                                                           | Berlino                                                              | Italia                                                               | 71 - 64                                                              | Islanda                                                              | EuroBasket 2015 - Fase a gironi                                      | 2                                                                    | [ 79 ]                                                               |
| 08/09/2015                                                           | Berlino                                                              | Italia                                                               | 105 - 98                                                             | Spagna                                                               | EuroBasket 2015 - Fase a gironi                                      | 4                                                                    | [ 80 ]                                                               |
| 09/09/2015                                                           | Berlino                                                              | Italia                                                               | 89 - 82 dts                                                          | Germania                                                             | EuroBasket 2015 - Fase a gironi                                      | 2                                                                    | [ 81 ]                                                               |
| 10/09/2015                                                           | Berlino                                                              | Italia                                                               | 82 - 101                                                             | Serbia                                                               | EuroBasket 2015 - Fase a gironi                                      | 3                                                                    | [ 82 ]                                                               |
| 13/09/2015                                                           | Lilla                                                                | Italia                                                               | 82 - 52                                                              | Israele                                                              | EuroBasket 2015 - Ottavi                                             | 5                                                                    | [ 83 ]                                                               |
| 16/09/2015                                                           | Lilla                                                                | Italia                                                               | 85 - 95 dts                                                          | Lituania                                                             | EuroBasket 2015 - Quarti                                             | 2                                                                    | [ 84 ]                                                               |
| 17/09/2015                                                           | Lilla                                                                | Rep. Ceca                                                            | 70 - 85                                                              | Italia                                                               | EuroBasket 2015 - Gara 5º posto                                      | 4                                                                    | [ 85 ]                                                               |
| 25/06/2016                                                           | Bologna                                                              | Italia                                                               | 106 - 70                                                             | Filippine                                                            | Torneo amichevole                                                    | 3                                                                    | [ 86 ]                                                               |
| 26/06/2016                                                           | Bologna                                                              | Italia                                                               | 71 - 74                                                              | Canada                                                               | Torneo amichevole                                                    | 6                                                                    | [ 87 ]                                                               |
| 30/06/2016                                                           | Biella                                                               | Italia                                                               | 83 - 70                                                              | Porto Rico                                                           | Amichevole                                                           | 6                                                                    | [ 88 ]                                                               |
| 04/07/2016                                                           | Torino                                                               | Italia                                                               | 68 - 41                                                              | Tunisia                                                              | Qual. Olimpiadi 2016                                                 | 2                                                                    | [ 89 ]                                                               |
| 05/07/2016                                                           | Torino                                                               | Italia                                                               | 67 - 60                                                              | Croazia                                                              | Qual. Olimpiadi 2016                                                 | 7                                                                    | [ 90 ]                                                               |
| 08/07/2016                                                           | Torino                                                               | Italia                                                               | 79 - 54                                                              | Messico                                                              | Qual. Olimpiadi 2016                                                 | 14                                                                   | [ 91 ]                                                               |
| 09/07/2016                                                           | Torino                                                               | Italia                                                               | 78 - 84 dts                                                          | Croazia                                                              | Qual. Olimpiadi 2016                                                 | 11                                                                   | [ 92 ]                                                               |
| 29/07/2017                                                           | Trento                                                               | Italia                                                               | 96 - 36                                                              | Bielorussia                                                          | Torneo amichevole                                                    | 8                                                                    | [ 93 ]                                                               |
| 30/07/2017                                                           | Trento                                                               | Italia                                                               | 66 - 57                                                              | Paesi Bassi                                                          | Torneo amichevole                                                    | 2                                                                    | [ 94 ]                                                               |
| 09/08/2017                                                           | Cagliari                                                             | Italia                                                               | 74 - 68                                                              | Finlandia                                                            | Amichevole                                                           | 13                                                                   | [ 95 ]                                                               |
| 11/08/2017                                                           | Cagliari                                                             | Italia                                                               | 75 - 70                                                              | Finlandia                                                            | Torneo amichevole                                                    | 10                                                                   | [ 96 ]                                                               |
| 13/08/2017                                                           | Cagliari                                                             | Italia                                                               | 73 - 53                                                              | Turchia                                                              | Torneo amichevole                                                    | 7                                                                    | [ 97 ]                                                               |
| 18/08/2017                                                           | Tolosa                                                               | Montenegro                                                           | 66 - 67                                                              | Italia                                                               | Torneo amichevole                                                    | 5                                                                    | [ 98 ]                                                               |
| 19/08/2017                                                           | Tolosa                                                               | Belgio                                                               | 80 - 60                                                              | Italia                                                               | Torneo amichevole                                                    | 11                                                                   | [ 99 ]                                                               |
| 21/08/2017                                                           | Tolosa                                                               | Francia                                                              | 88 - 63                                                              | Italia                                                               | Torneo amichevole                                                    | 8                                                                    | [ 100 ]                                                              |
| 23/08/2017                                                           | Atene                                                                | Serbia                                                               | 73 - 65                                                              | Italia                                                               | Torneo Acropolis 2017                                                | 6                                                                    | [ 101 ]                                                              |
| 24/08/2017                                                           | Atene                                                                | Grecia                                                               | 73 - 70 dts                                                          | Italia                                                               | Torneo Acropolis 2017                                                | 10                                                                   | [ 102 ]                                                              |
| 25/08/2017                                                           | Atene                                                                | Georgia                                                              | 65 - 73                                                              | Italia                                                               | Torneo Acropolis 2017                                                | 5                                                                    | [ 103 ]                                                              |
| 31/08/2017                                                           | Tel Aviv                                                             | Israele                                                              | 48 - 69                                                              | Italia                                                               | EuroBasket 2017 - Fase a gironi                                      | 9                                                                    | [ 104 ]                                                              |
| 02/09/2017                                                           | Tel Aviv                                                             | Ucraina                                                              | 66 - 78                                                              | Italia                                                               | EuroBasket 2017 - Fase a gironi                                      | 0                                                                    | [ 105 ]                                                              |
| 03/09/2017                                                           | Tel Aviv                                                             | Lituania                                                             | 78 - 73                                                              | Italia                                                               | EuroBasket 2017 - Fase a gironi                                      | 8                                                                    | [ 106 ]                                                              |
| 05/09/2017                                                           | Tel Aviv                                                             | Germania                                                             | 61 - 55                                                              | Italia                                                               | EuroBasket 2017 - Fase a gironi                                      | 8                                                                    | [ 107 ]                                                              |
| 06/09/2017                                                           | Tel Aviv                                                             | Georgia                                                              | 69 - 71                                                              | Italia                                                               | EuroBasket 2017 - Fase a gironi                                      | 6                                                                    | [ 108 ]                                                              |
| 09/09/2017                                                           | Istanbul                                                             | Finlandia                                                            | 57 - 70                                                              | Italia                                                               | EuroBasket 2017 - Ottavi                                             | 10                                                                   | [ 109 ]                                                              |
| 13/09/2017                                                           | Istanbul                                                             | Italia                                                               | 67 - 83                                                              | Serbia                                                               | EuroBasket 2017 - Quarti                                             | 7                                                                    | [ 110 ]                                                              |
| 07/09/2018                                                           | Amburgo                                                              | Rep. Ceca                                                            | 87 - 80                                                              | Italia                                                               | Torneo amichevole                                                    | 9                                                                    | [ 111 ]                                                              |
| 08/09/2018                                                           | Amburgo                                                              | Germania                                                             | 62 - 71                                                              | Italia                                                               | Torneo amichevole                                                    | 20                                                                   | [ 112 ]                                                              |
| 14/09/2018                                                           | Bologna                                                              | Italia                                                               | 101 - 82                                                             | Polonia                                                              | Qual. Mondiali 2019                                                  | 9                                                                    | [ 113 ]                                                              |
| 17/09/2018                                                           | Debrecen                                                             | Ungheria                                                             | 63 - 69                                                              | Italia                                                               | Qual. Mondiali 2019                                                  | 11                                                                   | [ 114 ]                                                              |
| 18/06/2021                                                           | Amburgo                                                              | Italia                                                               | 82 - 56                                                              | Tunisia                                                              | Torneo amichevole                                                    | 8                                                                    | [ 115 ]                                                              |
| 19/06/2021                                                           | Amburgo                                                              | Italia                                                               | 83 - 71                                                              | Rep. Ceca                                                            | Torneo amichevole                                                    | 8                                                                    | [ 116 ]                                                              |
| 20/06/2021                                                           | Amburgo                                                              | Germania                                                             | 91 - 79                                                              | Italia                                                               | Torneo amichevole                                                    | 21                                                                   | [ 117 ]                                                              |
| 01/07/2021                                                           | Belgrado                                                             | Italia                                                               | 90 - 83                                                              | Porto Rico                                                           | Qual. Olimpiadi 2021                                                 | 0                                                                    | [ 118 ]                                                              |
| 03/07/2021                                                           | Belgrado                                                             | Italia                                                               | 79 - 59                                                              | Rep. Dominicana                                                      | Qual. Olimpiadi 2021                                                 | 5                                                                    | [ 119 ]                                                              |
| 04/07/2021                                                           | Belgrado                                                             | Serbia                                                               | 95 - 102                                                             | Italia                                                               | Qual. Olimpiadi 2021                                                 | 5                                                                    | [ 120 ]                                                              |
| 25/07/2021                                                           | Saitama                                                              | Germania                                                             | 82 - 92                                                              | Italia                                                               | Olimpiadi 2021 - Fase a gironi                                       | 13                                                                   | [ 121 ]                                                              |
| 28/07/2021                                                           | Saitama                                                              | Italia                                                               | 83 - 86                                                              | Australia                                                            | Olimpiadi 2021 - Fase a gironi                                       | 0                                                                    | [ 122 ]                                                              |
| 31/07/2021                                                           | Saitama                                                              | Italia                                                               | 80 - 71                                                              | Nigeria                                                              | Olimpiadi 2021 - Fase a gironi                                       | 15                                                                   | [ 123 ]                                                              |
| 03/08/2021                                                           | Saitama                                                              | Italia                                                               | 75 - 84                                                              | Francia                                                              | Olimpiadi 2021 - Quarti                                              | 2                                                                    | [ 124 ]                                                              |
| 12/08/2022                                                           | Bologna                                                              | Italia                                                               | 78 - 79 dts                                                          | Francia                                                              | Amichevole                                                           | 2                                                                    | [ 125 ]                                                              |
| 16/08/2022                                                           | Montpellier                                                          | Francia                                                              | 100 - 68                                                             | Italia                                                               | Amichevole                                                           | 13                                                                   | [ 126 ]                                                              |
| 19/08/2022                                                           | Amburgo                                                              | Italia                                                               | 86 - 90                                                              | Serbia                                                               | Torneo amichevole                                                    | 17                                                                   | [ 127 ]                                                              |
| 20/08/2022                                                           | Amburgo                                                              | Italia                                                               | 96 - 80                                                              | Rep. Ceca                                                            | Torneo amichevole                                                    | 3                                                                    | [ 128 ]                                                              |
| 24/08/2022                                                           | Riga                                                                 | Ucraina                                                              | 89 - 97                                                              | Italia                                                               | Qual. Mondiali 2023                                                  | 17                                                                   | [ 129 ]                                                              |
| 27/08/2022                                                           | Brescia                                                              | Italia                                                               | 91 - 84                                                              | Georgia                                                              | Qual. Mondiali 2023                                                  | 12                                                                   | [ 130 ]                                                              |
| 02/09/2022                                                           | Milano                                                               | Italia                                                               | 83 - 62                                                              | Estonia                                                              | EuroBasket 2022 - Fase a gironi                                      | 17                                                                   | [ 131 ]                                                              |
| 03/09/2022                                                           | Milano                                                               | Grecia                                                               | 85 - 81                                                              | Italia                                                               | EuroBasket 2022 - Fase a gironi                                      | 8                                                                    | [ 132 ]                                                              |
| 05/09/2022                                                           | Milano                                                               | Ucraina                                                              | 84 - 73                                                              | Italia                                                               | EuroBasket 2022 - Fase a gironi                                      | 2                                                                    | [ 133 ]                                                              |
| 06/09/2022                                                           | Milano                                                               | Italia                                                               | 81 - 76                                                              | Croazia                                                              | EuroBasket 2022 - Fase a gironi                                      | 19                                                                   | [ 134 ]                                                              |
| 08/09/2022                                                           | Milano                                                               | Italia                                                               | 90 - 56                                                              | Gran Bretagna                                                        | EuroBasket 2022 - Fase a gironi                                      | 11                                                                   | [ 135 ]                                                              |
| 11/09/2022                                                           | Berlino                                                              | Serbia                                                               | 86 - 94                                                              | Italia                                                               | EuroBasket 2022 - Ottavi                                             | 21                                                                   | [ 136 ]                                                              |
| 14/09/2022                                                           | Berlino                                                              | Francia                                                              | 93 - 85 dts                                                          | Italia                                                               | EuroBasket 2022 - Quarti                                             | 10                                                                   | [ 137 ]                                                              |
| 04/08/2023                                                           | Trento                                                               | Italia                                                               | 90 - 89 dts                                                          | Turchia                                                              | Torneo amichevole                                                    | 9                                                                    | [ 138 ]                                                              |
| 05/08/2023                                                           | Trento                                                               | Italia                                                               | 79 - 61                                                              | Cina                                                                 | Torneo amichevole                                                    | 0                                                                    | [ 139 ]                                                              |
| 09/08/2023                                                           | Atene                                                                | Italia                                                               | 89 - 88                                                              | Serbia                                                               | Torneo Acropolis 2023                                                | 6                                                                    | [ 140 ]                                                              |
| 10/08/2023                                                           | Atene                                                                | Grecia                                                               | 70 - 74                                                              | Italia                                                               | Torneo Acropolis 2023                                                | 13                                                                   | [ 141 ]                                                              |
| 13/08/2023                                                           | Ravenna                                                              | Italia                                                               | 98 - 65                                                              | Porto Rico                                                           | Amichevole                                                           | 6                                                                    | [ 142 ]                                                              |
| 20/08/2023                                                           | Shenzhen                                                             | Italia                                                               | 93 - 87                                                              | Brasile                                                              | Torneo amichevole                                                    | 1                                                                    | [ 143 ]                                                              |
| 21/08/2023                                                           | Shenzhen                                                             | Italia                                                               | 88 - 81                                                              | Nuova Zelanda                                                        | Torneo amichevole                                                    | 6                                                                    | [ 144 ]                                                              |
| 25/08/2023                                                           | Santa Maria                                                          | Angola                                                               | 67 - 81                                                              | Italia                                                               | Mondiali 2023 - 1ª fase a gironi                                     | 7                                                                    | [ 145 ]                                                              |
| 27/08/2023                                                           | Quezon City                                                          | Italia                                                               | 82 - 87                                                              | Rep. Dominicana                                                      | Mondiali 2023 - 1ª fase a gironi                                     | 6                                                                    | [ 146 ]                                                              |
| 29/08/2023                                                           | Quezon City                                                          | Filippine                                                            | 83 - 90                                                              | Italia                                                               | Mondiali 2023 - 1ª fase a gironi                                     | 10                                                                   | [ 147 ]                                                              |
| 01/09/2023                                                           | Quezon City                                                          | Serbia                                                               | 76 - 78                                                              | Italia                                                               | Mondiali 2023 - 2ª fase a gironi                                     | 8                                                                    | [ 148 ]                                                              |
| 03/09/2023                                                           | Quezon City                                                          | Italia                                                               | 73 - 57                                                              | Porto Rico                                                           | Mondiali 2023 - 2ª fase a gironi                                     | 7                                                                    | [ 149 ]                                                              |
| 05/09/2023                                                           | Pasay                                                                | Italia                                                               | 63 - 100                                                             | Stati Uniti                                                          | Mondiali 2023 - Quarti                                               | 5                                                                    | [ 150 ]                                                              |
| 07/09/2023                                                           | Pasay                                                                | Italia                                                               | 82 - 87                                                              | Lettonia                                                             | Mondiali 2023 - Semifinale 5º-8º posto                               | 11                                                                   | [ 151 ]                                                              |
| 09/09/2023                                                           | Pasay                                                                | Italia                                                               | 85 - 89                                                              | Slovenia                                                             | Mondiali 2023 - Finale 7º-8º posto                                   | 6                                                                    | [ 152 ]                                                              |
| 22/02/2024                                                           | Pesaro                                                               | Italia                                                               | 87 - 80                                                              | Turchia                                                              | Qual. Euro 2025                                                      | 17                                                                   | [ 153 ]                                                              |
| 23/06/2024                                                           | Trento                                                               | Italia                                                               | 79 - 68                                                              | Georgia                                                              | Torneo amichevole                                                    | 9                                                                    | [ 154 ]                                                              |
| 25/06/2024                                                           | Madrid                                                               | Spagna                                                               | 84 - 87 dts                                                          | Italia                                                               | Amichevole                                                           | 8                                                                    | [ 155 ]                                                              |
| 03/07/2024                                                           | San Juan                                                             | Italia                                                               | 114 - 53                                                             | Bahrein                                                              | Qual. Olimpiadi 2024                                                 | 14                                                                   | [ 156 ]                                                              |
| 05/07/2024                                                           | San Juan                                                             | Porto Rico                                                           | 80 - 69                                                              | Italia                                                               | Qual. Olimpiadi 2024                                                 | 7                                                                    | [ 157 ]                                                              |
| 07/07/2024                                                           | San Juan                                                             | Italia                                                               | 64 - 88                                                              | Lituania                                                             | Qual. Olimpiadi 2024                                                 | 10                                                                   | [ 158 ]                                                              |
| 25/11/2024                                                           | Reggio Emilia                                                        | Italia                                                               | 74 - 81                                                              | Islanda                                                              | Qual. Euro 2025                                                      | 9                                                                    | [ 159 ]                                                              |
| 09/08/2025                                                           | Trieste                                                              | Italia                                                               | 91 - 75                                                              | Lettonia                                                             | Amichevole                                                           | 13                                                                   | [ 160 ]                                                              |
| 14/08/2025                                                           | Bologna                                                              | Italia                                                               | 84 - 72                                                              | Argentina                                                            | Amichevole                                                           | 4                                                                    | [ 161 ]                                                              |
| Totale                                                               |                                                                      | Presenze                                                             | 126                                                                  |                                                                      | Punti                                                                | 851                                                                  |                                                                      |

## Palmarès

### Club
- Campionato italiano: 4

Olimpia Milano: 2013-2014, 2021-2022, 2022-2023, 2023-2024
- Coppa Italia: 1

Olimpia Milano: 2022
- Campionato tedesco: 2

Brose Bamberg: 2015-2016, 2016-2017
- Coppa di Germania: 1

Brose Bamberg: 2017
- Supercoppa tedesca: 1

Brose Bamberg: 2015
- Campionato turco: 2

Fenerbahçe: 2017-2018, 2024-2025
- Coppa di Turchia: 2

Fenerbahçe: 2019, 2025
- Coppa del Presidente: 1

Fenerbahçe: 2017

### Competizioni internazionali
- Eurolega: 1

Fenerbahçe: 2024-25

### Nazionale
- Europei Under-20:

 Spagna 2011

### Individuale
- All-Euroleague Second Team: 1

Brose Bamberg: 2016-17